# Jonathan Midol
Jonathan Midol (Annecy, 13 januari 1988) is een Franse freestyleskiër, gespecialiseerd op de skicross. Hij vertegenwoordigde zijn vaderland op de Olympische Winterspelen 2014 in Sotsji. Midol heeft een broer, Bastien, die eveneens professioneel freestyleskiër is.

## Carrière
Midol maakte zijn wereldbekerdebuut in december 2011 in Innichen. In januari 2012 scoorde hij in Les Contamines-Montjoie zijn eerste wereldbekerpunten, een jaar later behaalde de Fransman in Les Contamines-Montjoie zijn eerste toptienklassering in een wereldbekerwedstrijd. Op de wereldkampioenschappen freestyleskiën 2013 in Voss eindigde Midol als 51e op de skicross. Tijdens de Olympische Winterspelen van 2014 in Sotsji veroverde hij de bronzen medaille. Midol maakte deel uit van een geheel Frans podium; Het goud ging naar Jean-Frédéric Chapuis en het zilver naar Arnaud Bovolenta. In maart 2014 stond de Fransman in Åre voor de eerste maal in zijn carrière op het podium van een wereldbekerwedstrijd.
In Kreischberg nam Midol deel aan de wereldkampioenschappen freestyleskiën 2015. Op dit toernooi eindigde hij als elfde op het onderdeel skicross.
Op 21 december 2018 boekte hij in Innichen zijn eerste wereldbekerzege. Op de wereldkampioenschappen freestyleskiën 2019 in Park City eindigde de Fransman als 22e op de skicross. In Idre Fjäll nam Midol deel aan de wereldkampioenschappen freestyleskiën 2021

## Resultaten

### Olympische Spelen
| Jaar | Plaats | Resultaten |
| ---- | ------ | ---------- |
| 2014 | Sotsji | Skicross   |

### Wereldkampioenschappen
| Jaar | Plaats      | Resultaten   |
| ---- | ----------- | ------------ |
| 2013 | Voss        | 51e Skicross |
| 2015 | Kreischberg | 11e Skicross |
| 2019 | Park City   | 22e Skicross |
| 2021 | Idre Fjäll  | 11e Skicross |

### Wereldbeker
Eindklasseringen
| Seizoen   | Algm | SX  |
| --------- | ---- | --- |
| 2011/2012 | 203e | 50e |
| 2012/2013 | 63e  | 14e |
| 2013/2014 | 58e  | 14e |
| 2014/2015 | 45e  | 12e |
| 2015/2016 | 88e  | 20e |
| 2016/2017 | 110e | 23e |
| 2017/2018 | 222e | 42e |
| 2018/2019 | 40e  | 7e  |
| 2019/2020 | 52e  | 10e |

Wereldbekerzeges
| Datum            | Plaats      | Onderdeel |
| ---------------- | ----------- | --------- |
| 21 december 2018 | Innichen    | Skicross  |
| 20 december 2020 | Val Thorens | Skicross  |